# Raymond Fauchet
Pour les articles homonymes, voir Fauchet.
Raymond Fauchet est un écrivain français, auteur de roman policier.

## Biographie
Ami de Jacques Spitz  qu'il qualifie d'« ami parfait » dans la dédicace de son sixième roman Quarante sous de bonheur en 1936, Raymond Fauchet est un écrivain assez mystérieux.
En 1934, il publie son premier roman, La Boutique sanglante, première aventure ayant pour héros M. Du Biquet qui apparaît dans une série de quatre romans, dont La folle hurle à la mort, un « roman halluciné » dans lequel « avec une délectation morbide et un second degré affiché, Fauchet est ici le digne héritier du grand-guignol et l'un des précurseurs de ce qu'on appellera le gore : éventrations, éviscérations, décapitations se succèdent à un rythme infernal dans une atmosphère de folie furieuse »
Pour Philippe Gontier, collaborateur du Dictionnaire des littératures policières, qui le compare à Dashiell Hammett ou à Frédéric Dard, « le véritable chef-d'œuvre de Fauchet est incontestablement le prodigieux Quarante sous de bonheur, livre inclassable, au titre amèrement ironique, où le terme roman noir prend véritablement tout son sens, et qui tend à acquérir au fil du temps un statut d'ouvrage culte ».

## Œuvre

### Romans

#### SérieLes Aventures de M. Du Biquet
- La Boutique sanglante, Éditions Gallimard, coll. « Détective » no 10 (1934)
- La folle hurle à la mort, Éditions Gallimard, coll. « Détective » no 17 (1934)
- La Mort secrète, Éditions Gallimard, coll. « Détective » no 39 (1935)
- La Guinguette au trésor, Éditions Gallimard, coll. « Détective » no 52 (1935)

#### Autres romans
- Ennemi public, Éditions Gallimard (1935)
- Quarante sous de bonheur, Éditions Gallimard (1936)
- Tué le soir, Éditions S.E.P.E. (1945)
- Ni fleurs ni couronnes, Éditions S.E.P.E. (1947)
- Tout pour la flûte, Histoire de rire (1951)

## Sources
: document utilisé comme source pour la rédaction de cet article.
- Claude Mesplède (dir.), Dictionnaire des littératures policières, vol. 1 : A - I, Nantes, Joseph K, coll. « Temps noir », 2007, 1054 p. (ISBN 978-2-910-68644-4, OCLC 315873251), p. 714-715